# بکوش لخضر
بکوش لخضر (به عربی: بکوش لخضر) یک شهرداری در الجزایر است که در استان سکیکده واقع شده‌است.